# Sakałouka (obwód miński)
Sakałouka (biał. Сакалоўка; ros. Соколовка) – wieś na Białorusi, w obwodzie mińskim, w rejonie wilejskim, w sielsowiecie Chocieńczyce.
W 1969 roku zmieniono nazwę miejscowości z Czerwiaki na Sakałouka.

## Historia
W czasach zaborów wieś w powiecie wilejskim, w guberni wileńskiej Imperium Rosyjskiego. Pod koniec XIX wieku miała 32 dusze rewizyjne w części należącej do dóbr Łukawiec i 26 w części należącej do dóbr skarbowych Kołaczewo.
W latach 1921–1945 wieś leżał w Polsce, w województwie wileńskim, w powiecie wilejskim, w gminie Chocieńczyce.
Według Powszechnego Spisu Ludności z 1921 roku zamieszkiwało tu 281 osób, 4 były wyznania rzymskokatolickiego, 266 prawosławnego a 11 staroobrzędowego. Jednocześnie 245 mieszkańców zadeklarowało polską a 36 białoruską przynależność narodową. Były tu 44 budynki mieszkalne. W 1931 w 52 domach zamieszkiwały 328 osoby.
Wierni należeli do parafii rzymskokatolickiej w Ilji i prawosławnej w Chocieńczycach. Miejscowość podlegała pod Sąd Grodzki w Ilji i Okręgowy w Wilnie; właściwy urząd pocztowy mieścił się w Chocieńczycach.
W wyniku napaści ZSRR na Polskę we wrześniu 1939 miejscowość znalazła się pod okupacją sowiecką. 2 listopada została włączona do Białoruskiej SRR. Od czerwca 1941 roku pod okupacją niemiecką. W 1944 miejscowość została ponownie zajęta przez wojska sowieckie i włączona do Białoruskiej SRR.
Od 1991 w składzie niepodległej Białorusi.